# 김녕초등학교 동복분교

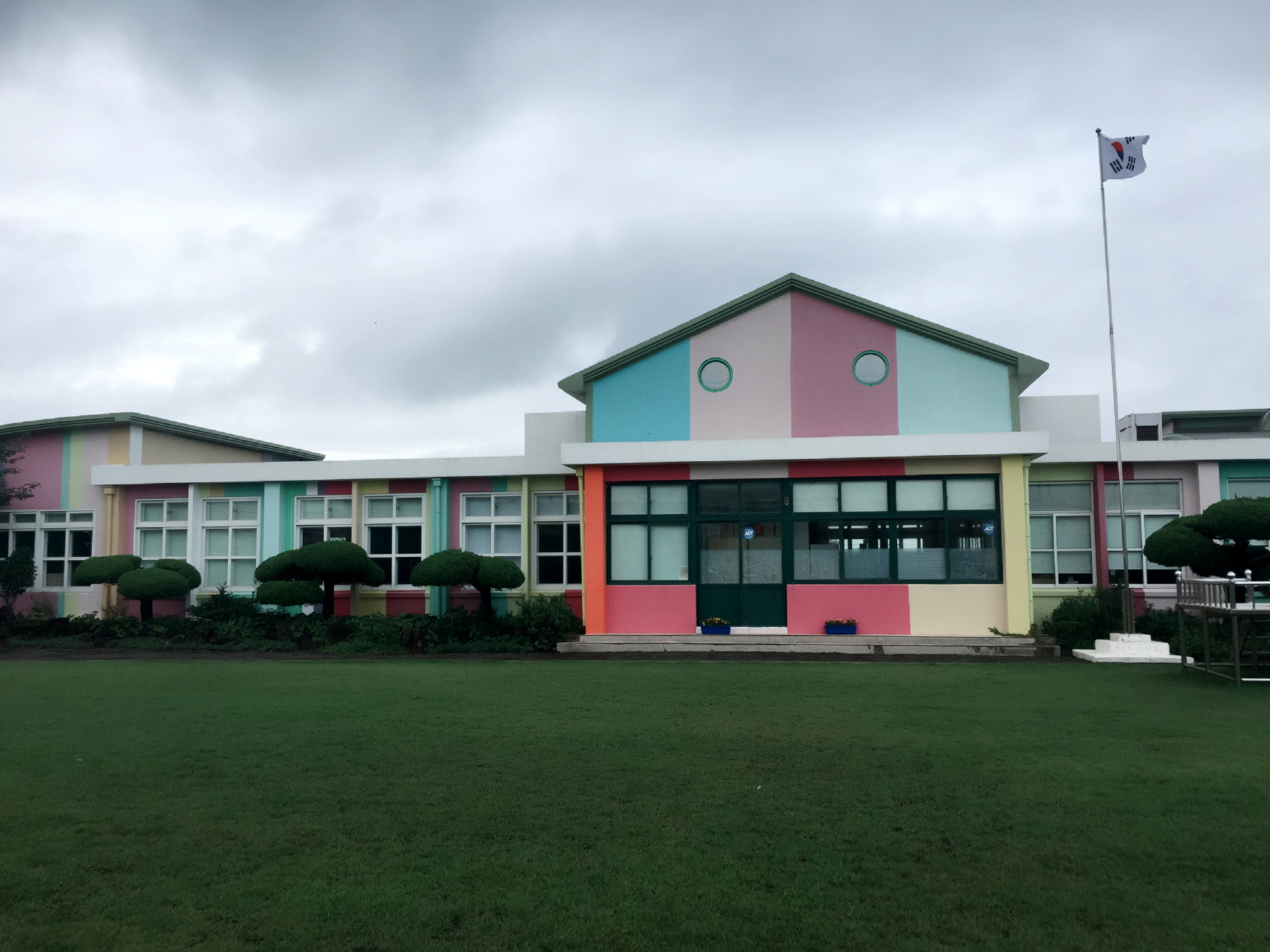
김녕초등학교 동복분교

김녕초등학교 동복분교는 대한민국 제주특별자치도 제주시에 있는 공립 초등학교이다.

## 학교 연혁
- 1952년 4월 1일 김녕국민학교 동복분교장 개교
- 1957년 4월 1일 동복국민학교로 승격
- 1982년 3월 1일 분교장으로 편입

## 참고 자료
- 김녕초등학교동복분교장 - 한국교육학술정보원 학교알리미